# 威尔玛·霍尔丹
威尔玛·霍尔丹·吉尔（Wilmar Jordán Gil，1990年10月17日—），是一名哥伦比亚职业足球运动员，司职前锋。现在效力于中国足球超级联赛球队天津泰达。

## 俱乐部生涯
霍尔丹在委内瑞拉球队莫纳加斯开始职业足球生涯，在2010/11赛季，他在委内瑞拉超级联赛中出场35次，攻进19球，是俱乐部的最佳射手。
2011年7月1日，霍尔丹转会加盟K联赛球队庆南FC。7月16日，他在庆南FC7比1击败大田市民的比赛中替补出场，首次代表球队出场，他也在这场比赛射进个人在K联赛的首球。2013赛季，他转投另一支韩国球队城南一和天马，但未能在球队站稳脚跟，半个赛季仅有2次出场机会。
2013年夏季，霍尔丹加盟保加利亚球队利特克斯。2013/14赛季，他在保加利亚甲级联赛射进20球，和马丁·卡巴洛夫一起分享联赛金靴奖的荣誉。2014/15赛季，他在19次联赛出场中又有9球进账。
2015年2月27日，霍尔丹转会到中国足球超级联赛球队天津泰达。